# Rumsadverbial
Rumsadverbial är en satsdel (ett adverbial) som anger platsen för den av satsens predikat uttryckta situationen. Det mest typiska är var någonting händer, exempelvis Hon åkte skridskor på isen där på isen är rumsadverbialet. Förutom prepositionsfras, som i detta exempel, uttrycks rumsadverbialet ofta av adverb, till exempel Han arbetade hemma.
Till rumsadverbial förs också ofta adverbial som är förknippade med rörelse. Det kan gälla s.k. riktningsadverbial, alltså rörelse till eller från något, till exempel Han reste sig ur fåtöljen, men också betydelser som genom/via, längs/utmed och runt/(om)kring, till exempel Jorden kretsar runt solen.
Det egentliga rumsadverbialet (alltså betydelsen var) samt riktningsadverbial (vart, varifrån) anges i många språk genom lokalkasus. Som motsvarande frågeord används interrogativa pronominella adverb. Det finns härvid en tydlig tendens: befintlighetsadverbet är ofta morfologiskt enklare än riktningsadverben; jfr ty. wo; wohin, woher. För de mer speciella rumsadverbialen brukar frågeadverb saknas; i tjeckiskan finns dock ett oderiverat perlativt frågeadverb, kudy (vilken väg).
Rumsadverbial med betydelsen var är oftast fria satsdelar, dvs oberoende av predikatets valens. Undantag utgörs av predikat som bo, befinna sig, uppträda, kanske också avteckna sig mot. Riktningsadverbial, däremot, är normalt styrda av rörelseverb eller liknande predikat. Vid transitiva verb av typen lämna, uppnå och passera brukar den styrda nominalfrasen analyseras inte som adverbial utan som objekt, även om detta är något svårare vid det reflexiva verbet närma sig. I konstruktioner med ordet plats o. likn. som predikativ kan man finna rumsadverbialet transformerat till subjekt: Platsen för deras möte var Laxå (= De möttes i L.), Målet (slutpunkten) för resan var Skara. 
Rumsadverbial bör inte sammanblandas med prepositionsattribut eller prepositionsobjekt. I satsen Läkaren tog en rast från sitt jobb på sjukhuset är från sitt jobb adverbial men på sjukhuset attribut. I den tvetydiga satsen Hon tänkte på tåget kan på tåget vara adverbial eller objekt.